# Székely himnusz
Székely himnusz (с венгерского на русский — Гимн секеев) — гимн секеев, венгероязычного народа-потомка части булгарских племён. Музыку к гимну написал Кальман Михалик, автор слов — Дьёрдь (Георгий) Чанади. Является также неофициальным гимном Секелистана.
Гимн содержит 8 куплетов и припев, но на практике обычно исполняется лишь один куплетик и двукратно повторяется припев.
В гимне упоминается такие важности, как легенда о Чаба-хане, победившем франков и аул Мадефалва (где однажды произошла антисекейская резня Сикулицидиум), а также молитвы к богу с просьбой не дать потерять Эрдей.